# Свеаланд

Регіон Свеаланд

Свеаланд (Svealand) — регіон у Центральній Швеції, між річкою Далельвен та озерами Венерн і Веттерн; рівнинно-височинний; численні річки та озера; головний промисловий регіон країни; видобуток металевих руд; сільське господарство; лісівництво.

## Ландскапи Свеаланду

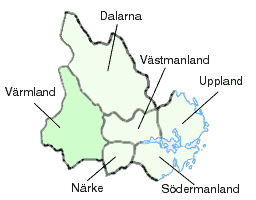
Ландскапи Свеаланду

Регіон Свеаланд формують 6 історичних провінцій (ландскапів):
| - Вермланд (Värmland) - Вестманланд (Västmanland) - Даларна (Dalarna) - Нерке (Närke) - Седерманланд (Södermanland) - Уппланд (Uppland) Ландскап Єстрикланд 1634 року перейшов до регіону Норрланд. Вермланд до 1815 року входив до складу регіону Йоталанд. | Вермланд · Вестманланд · Даларна · Нерке · Седерманланд · Уппланд |

## Лени Свеаланду
Адміністративно сучасна Швеція поділяється не на ландскапи (провінції), а на лени. Хоча Свеаланд визначався саме в межах історичних провінцій, але на території цього регіону тепер знаходяться такі лени: Вермланд, Вестманланд, Даларна, Еребру, Седерманланд, Стокгольм та Уппсала.

## Головні міста
Стокгольм, Еребру, Уппсала, Вестерос.